# Plouzévédé
Plouzévédé [pluzevede] est une commune du département du Finistère, dans la région Bretagne, en France.
La commune possède un patrimoine culturel riche, dominé par la chapelle Notre-Dame de Berven (1576) dont le clocher, premier du genre, a influencé l'art breton. Outre l'église Saint-Pierre de Plouzévédé, il existe également de nombreuses croix, fontaines, manoirs et moulins, des vestiges de mottes féodales et de trois autres chapelles.

## Géographie

### Situation
Située par 48°36 N et 4°08 W, en plein cœur du Léon, la commune de Plouzévédé est un lieu habité depuis longtemps comme l'atteste la stèle pré-chrétienne de Bel Air.

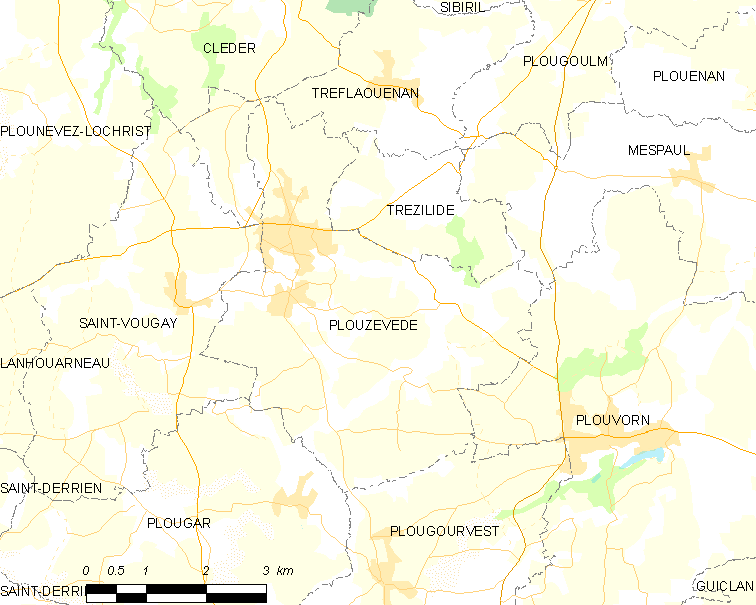
Carte de la commune de Plouzévédé et des communes avoisinantes.

| Cléder       | Tréflaouénan | Trézilidé    |
| Saint-Vougay | Plouzévédé   | Plouvorn     |
| Plougar      |              | Plougourvest |

### Relief et hydrographie

#### Relief
Le finage de Plouzévédé est constitué d'un plateau peu accidenté (une partie du plateau granitique du Léon, recouvert de lœss, d'où sa fertilité) situé pour l'essentiel entre 875 mètres et une centaine de mètres d'altitude, les points les plus élevés se trouvant dans la partie sud-est du territoire communal où ils dépassent légèrement les 100 mètres d'altitude.

#### Réseau hydrographique
Pour un article plus général, voir Réseau hydrographique du Finistère.
La commune est située dans le bassin Loire-Bretagne. Elle est drainée par le Guillec, le Stang et divers autres petits cours d'eau,.
Le fleuve côtier Guillec, dont la source se trouve dans la commune voisine de Saint-Vougay à proximité du château de Kerjean traverse la partie sud de la commune, dans laquelle il entre vers une soixantaine de mètres d'altitude pour en sortir à 40 mètres d'altitude à l'est de la commune (à l'est du hameau de Dour Braz) ; sa vallée est encaissée d'une trentaine de mètres par rapport au plateau avoisinant. L'autre cours d'eau notable de la commune est le ruisseau du Ham, qui a sa source à la limite ouest de la commune avec Saint-Vougay, traverse d'ouest en est la partie centrale du territoire communal, passant entre Le bourg de Plouzévédé et celui de Berven et est un affluent de rive gauche du Guillec dans lequel il se jette au sud du moulin du Bant. 

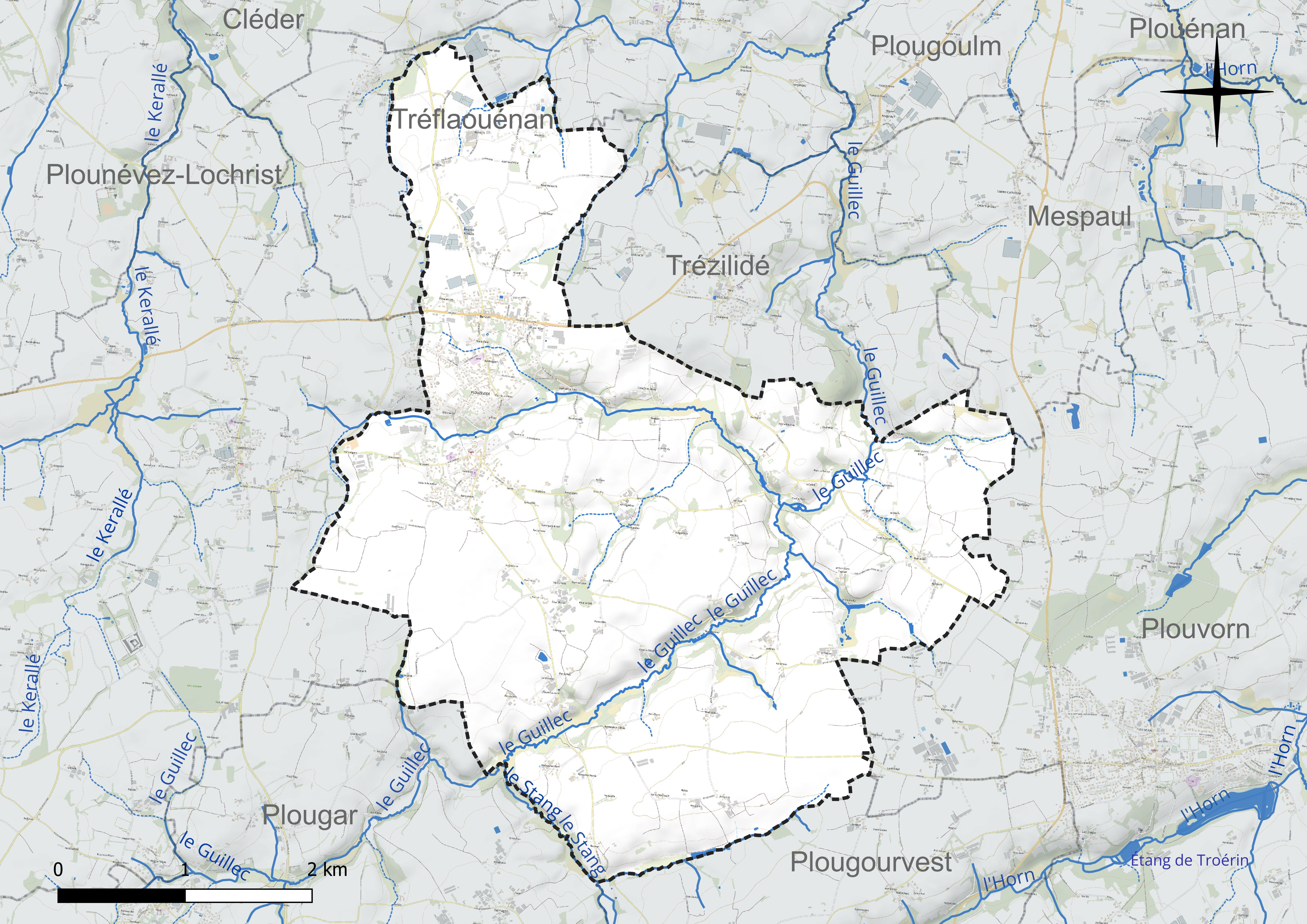
Réseau hydrographique de Plouzévédé.

### Climat
Pour des articles plus généraux, voir Climat de la Bretagne et Climat du Finistère.
En 2010, le climat de la commune est de type climat océanique franc, selon une étude du CNRS s'appuyant sur une série de données couvrant la période 1971-2000. En 2020, Météo-France publie une typologie des climats de la France métropolitaine dans laquelle la commune est exposée à un climat océanique et est dans la région climatique  Finistère nord, caractérisée par une pluviométrie élevée, des températures douces en hiver (6 °C), fraîches en été et des vents forts. Parallèlement l'observatoire de l'environnement en Bretagne publie en 2020 un zonage climatique de la région Bretagne, s'appuyant sur des données de Météo-France de 2009. La commune est, selon ce zonage, dans la zone « Monts d'Arrée », avec des hivers froids, peu de chaleurs et de fortes pluies.  
Pour la période 1971-2000, la température annuelle moyenne est de 11,4 °C, avec  une amplitude thermique annuelle de 9,6 °C. Le cumul annuel moyen de précipitations est de 997 mm, avec 16,2 jours de précipitations en janvier et 7,9 jours en juillet. Pour la période 1991-2020, la température moyenne annuelle observée sur la station météorologique la plus proche, située sur la commune de Saint-Servais à 10 km à vol d'oiseau, est de 11,6 °C et le cumul annuel moyen de précipitations est de 1 160,4 mm,. Pour l'avenir, les paramètres climatiques de la commune estimés pour 2050 selon différents scénarios d'émission de gaz à effet de serre sont consultables sur un site dédié publié par Météo-France en novembre 2022.

### Transports
Le bourg de Plouzévédé n'est desservi que par des routes secondaires, la principale étant la D 35 qui vient côté sud de Landivisiau via Plougourvest et qui, côté nord, après avoir traversé Berven, continue en direction de Plouescat. La route principale, qui traverse la commune d'Est en Ouest en passant par Berven, est la D 788 (ancienne Route nationale 788) qui vient côté nord-est de Saint-Pol-de-Léon et, vers l'Ouest, se dirige vers Lesneven via Lanhouarneau.
La ligne de chemin de fer à voie métrique allant de Plouescat à Landivisiau, gérée par les Chemins de fer armoricains (puis à partir de 1921 par les Chemins de fer départementaux du Finistère), ouvrit le 10 novembre 1912 et ferma en 1946 ; elle desservait la gare de Plouzévédé-Berven.

### Paysages et habitat
Faisant partie de la Ceinture dorée bretonne, Plouzévédé ne présente pas le paysage de bocage typique de la majeure partie de la Bretagne, mais un paysage peu boisé, sauf dans ses vallées, et sans haies entourant les champs. L'habitat rural traditionnel est dispersé en de nombreux écarts formés de hameaux (dénommés localement "villages") et fermes isolées, avec deux agglomérations principales : les bourgs de Plouzévédé et de Berven.
Ceux-ci, de modeste importance traditionnellement, ont beaucoup grossi depuis la Seconde Guerre mondiale en raison de la création de nombreux lotissements, au point qu'ils tendent à se rejoindre pour ne plus former qu'une agglomération unique. Le reste du territoire communal a conservé son caractère rural.

## Urbanisme

### Typologie
Au 1er janvier 2024, Plouzévédé est catégorisée bourg rural, selon la nouvelle grille communale de densité à 7 niveaux définie par l'Insee en 2022.
Elle est située hors unité urbaine et hors attraction des villes,.

### Occupation des sols
L'occupation des sols de la commune, telle qu'elle ressort de la base de données européenne d'occupation biophysique des sols Corine Land Cover (CLC), est marquée par l'importance des territoires agricoles (92,1 % en 2018), en diminution par rapport à 1990 (93,9 %). La répartition détaillée en 2018 est la suivante :
terres arables (64,1 %), zones agricoles hétérogènes (18 %), prairies (10 %), zones urbanisées (7,6 %), forêts (0,4 %). L'évolution de l'occupation des sols de la commune et de ses infrastructures peut être observée sur les différentes représentations cartographiques du territoire : la carte de Cassini (XVIIIe siècle), la carte d'état-major (1820-1866) et les cartes ou photos aériennes de l'IGN pour la période actuelle (1950 à aujourd'hui).

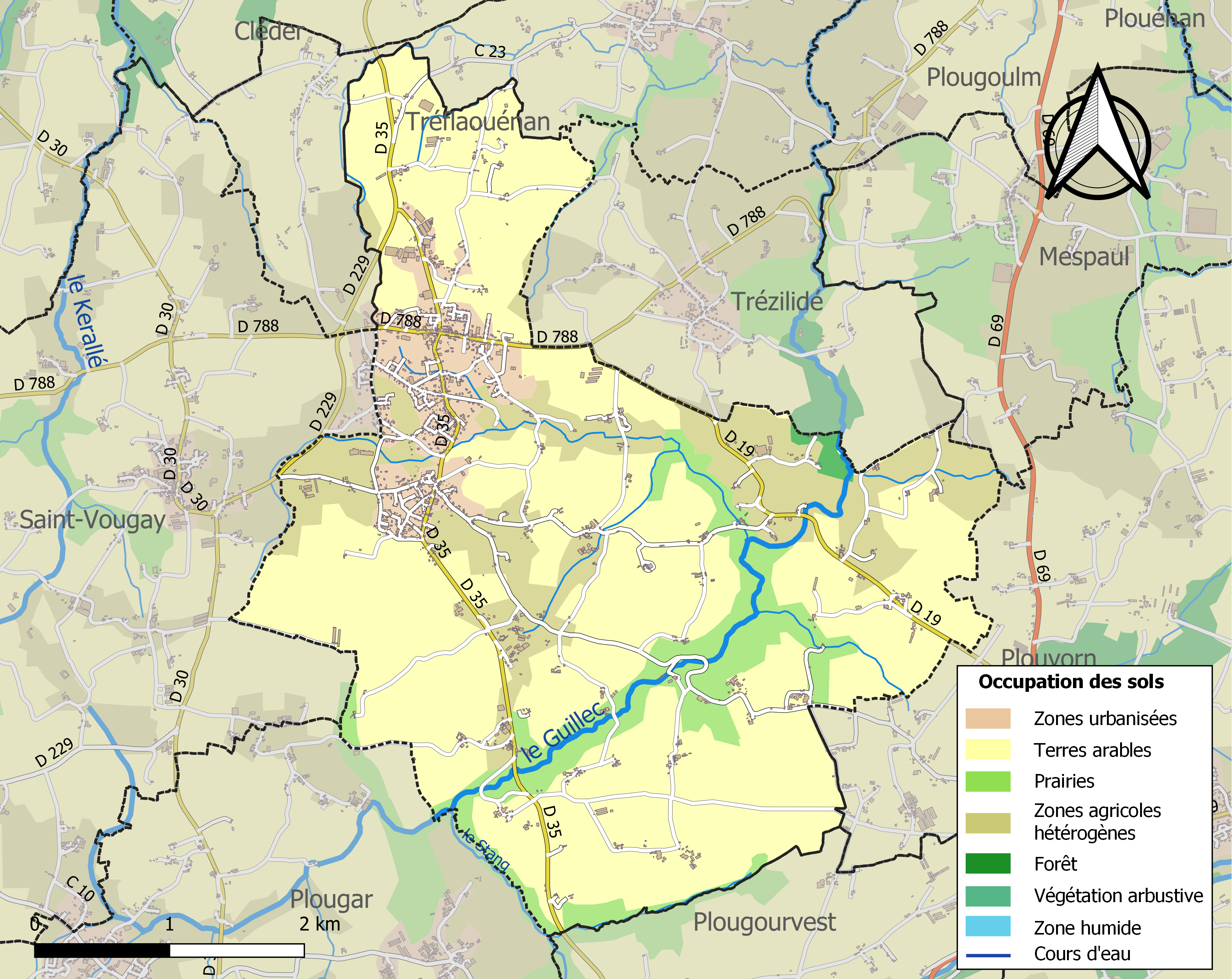
Carte des infrastructures et de l'occupation des sols de la commune en 2018 (CLC).

## Toponymie
En breton, c'est Gwitevede car les Bretons ont toujours su faire la différence entre un Plou qui signifie paroisse, territoire, englobant ainsi la globalité de l'espace, et un Gwi(g) qui est le chef-lieu de ce territoire ou paroisse.
Le nom "Plouzévédé" provient du breton Plœ (paroisse) et de saint Tévédé, un disciple de saint Pol Aurélien, au VIe siècle.
La paroisse s'est appelée Ploetevede (vers 1330), Plebs Tevede (en 1371),  Ploetevede (en 1467), Pouezevede (en 1445), Ploezévédé (en 1481).
Le nom "Berven" proviendrait d'une déformation du mot breton "Derven" ("chêne") car saint Tévédé et ses disciples auraient bâti la première chapelle sous le vocable de "Notre-Dame-du-Chêne" car les habitants avaient coutume de s'assembler autour d'un chêne plusieurs fois séculaire pour les cérémonies druidiques.

## Histoire

### Préhistoire et Antiquité
Un tumulus datant de l'Âge du bronze moyen est situé au lieu-dit "Ar Reunic". Une stèle préhistorique christianisée se trouve au lieu-dit "Bel-Air".
Une enceinte ovalaire d'un diamètre d'environ 125 mètres dans sa plus grande longueur, probablement d'époque gauloise, est indiquée entre Poul-ar-Sal et Coat Bizien sur le cadastre de 1830 et reste visible de nos jours

### Moyen Âge

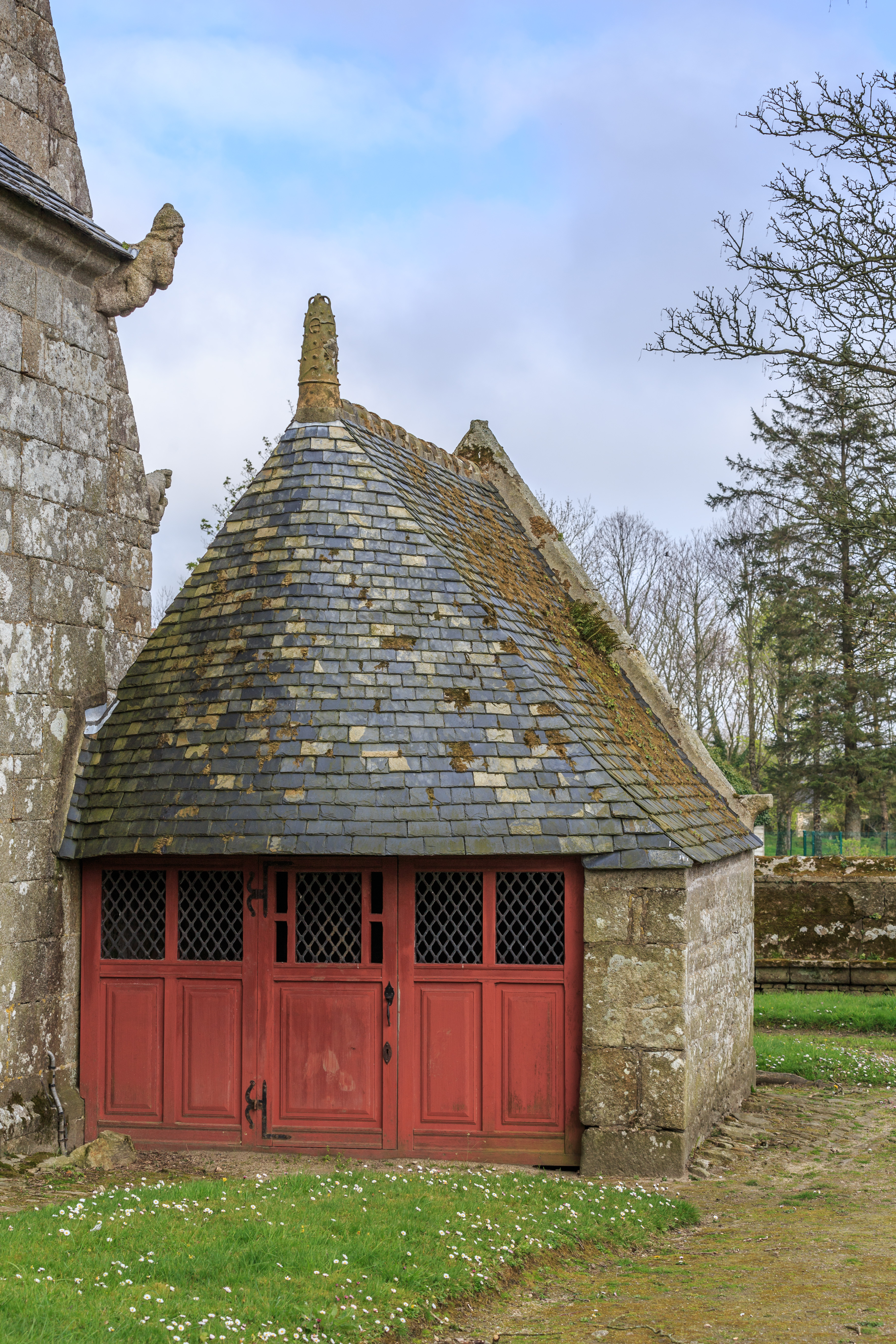
L'oratoire du Pénity accolé à l'ancienne église tréviale de Berven.

Selon la tradition, Saint Hervé serait né au manoir de Lanrioul (dénommé aussi dans les anciens textes Lanrigoul ou Lanrigour) en Plouzévédé.
Selon l'abbé Le Guen, Tévédec [Tévédé] et Laouenan, deux disciples de Paul Aurélien, évangélisèrent les tribus dont se sont formées les paroisses de Plouzévédé, de Plouénan et de Tréflaouénan.
Plouzévédé est une paroisse depuis au moins 1330. La paroisse s'étendait primitivement sur Berven, Keran, Tréflaouénan et Trézélidé (devenu Trézilidé). Sous l'Ancien Régime, Berven était une trève de Plouzévédé et un pénity y aurait existé (un oratoire accolé à l'église de Berven porte de nos jours encore ce nom).
Guillaume I du Chastel, né vers 1314 et décédé en 1370, était seigneur du Chastel, de Leslein et de Coëtengars. Gabriel du Chastel, fils cadet d'Olivier du Chastel et Marie du Poulmic, époux de Jeanne de Saint-Gouhenon, reçut en partage la terre de Coëtangars. Son fils Tanneguy du Chastel, époux de Marie de Kerguiziau, puis son petit-fils Guillaume du Chastel, époux de Leveneze de Kermenou et son arrière-petit-fils Jean du Chastel, qui épouse en secondes noces  en 1625 Marie le Long de Keranroux, furent successivement seigneurs de Coëtangars. L'histoire de la famille de Coëtangars est mal connue : elle fut maintenue dans la noblesse lors de la réformation de 1671.
La seigneurie de Coëtarmoal fut érigée en 1576 en marquisat au profit de Troilus de Mesgouez, lequel fut par la suite gouverneur de Terre-Neuve. La motte féodale de Coat ar Moal est toujours visible, dominant la vallée du Guillec.

### Époque moderne
Eusèbe Girault de Saint-Fargeau rapporte qu'en 1838 il y avait dans la chapelle de Berven (« village que de vagues traditions désignent comme ayant été jadis un lieu consacré au culte de Phallus »)  construite entre 1573 et 1580, des sculptures représentant un homme et une femme « absolument nus et occupés à une action des plus indécentes » ; leurs parties sexuelles étaient « exprimées de la manière la plus prononcée » ; celles de l'homme étaient même « prodigieuses ». C'est qu'à cette époque les anciens cultes pré-chrétiens de la fécondité et de ses organes se mêlaient encore au christianisme.
En 1594, pendant les Guerres de la Ligue, François de Coëtnempren, seigneur de Kerdélégan, était capitaine des arquebusiers des paroisses de Cléder, Plouescat, Treffaouënan  [ Tréflaouénan], Guitevedé [Plouzévédé] et Plounéour [ Plounévez-Lochrist].
Vers 1660, il y avait, sans compter les diacres et les sous-diacres, une quinzaine de prêtres dans la paroisse de Plouzévédé.

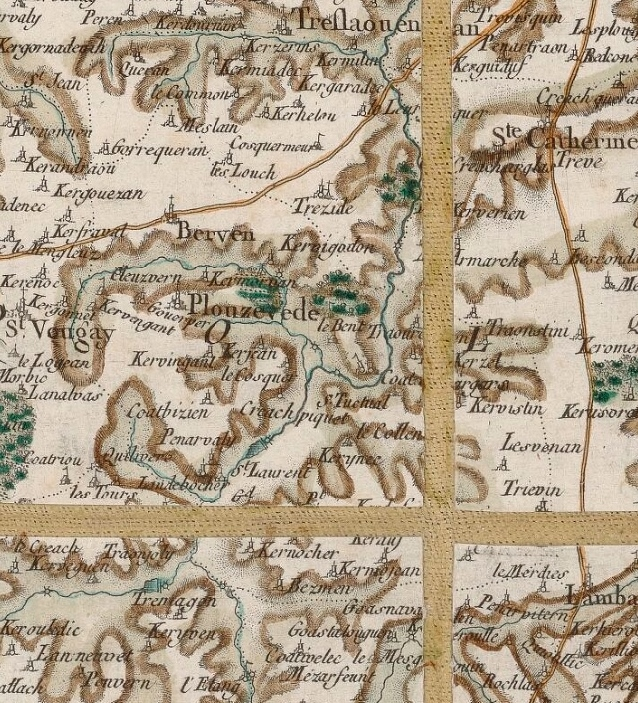
Carte de Cassini de la paroisse de Plouzévédé (1783).

En réponse à l'enquête organisée en 1774 par l'évêque de Léon, Jean-François de La Marche, le recteur de Plouzévédé écrit : « Ma paroisse est composée d'environ 1 400 communiants, dont environ 400 sont très aisés, 500 "bons médiocres", 300 sont journaliers ou gens de métier, dont 150 sont très mal à leur aise, n'ayant pas de pain chez eux les trois quarts du temps, presque jamais un morceau de viande (...) et les autres 200 des mendiants ».
Jean-Baptiste Ogée décrit ainsi Plouzévédé en 1778 :

« Plouzevedé ; à 3 lieues au Sud-ouest de Saint-Pol-de-Léon, son évêché et sa subdélégation ; à 41 lieues de Rennes. Cette paroisse relève du Roi, ressortit à Lesneven et compte 1 400 communiants ; la cure est présentée par l'Évêque. La maison noble de Kervasdoué appartenait, en 1460, à Jean de Kerguiziau. [Un autre] Jean de Kerguiziau fut fait chevalier en 1639. On connaît dans la même paroisse les maisons de Cotangars [Coat-an-Gars], de Landebocher et de Mescanton. Ce territoire connaît des terres en labeur et des landes très étendues. »

### Révolution française
Le 4 mars 1790 Plouzévédé est inclus dans le district de Lesneven. La loi du 12 septembre 1791 donne à la paroisse de Plouzévédé comme succursales Tréflaouénan et Trézilidé.
En 1792, en réponse à une enquête, la municipalité de Plouzévédé répond que le nombre de personnes « qui ont besoin d'assistance » est de 260 (sur 1 726 habitants).
Didier Galez, recteur de Plouzévédé lors du déclenchement de la Révolution française, refusa de prêter serment à la Constitution civile du clergé, devenant donc prêtre réfractaire ;  réfugié à Cléder, il fut arrêté incarcéré en décembre 1793 au château de Brest et y mourut le 14 février 1794, probablement guillotiné. Le 15 juillet 1792, Guillaume Charles, qui était vicaire à Saint-Thégonnec, fut élu recteur constitutionnel de Plouzévédé ; assiégé par une foule de paroissiens dans l'auberge où il s'était installé, il dut se réfugier à Berven ; le district envoya 45 gardes nationaux et soldats afin de l'imposer aux paroissiens.
En mars 1793, les paysans révoltés du Léon s'insurgent à l'occasion de la levée de 300 000 hommes. Après leur défaite lors de la bataille de Kerguidu, ils se soumirent à Canclaux, commandant en chef de l'Armée des côtes de Brest. Ils remirent leurs armes, des otages, et payèrent les frais de l'expédition.
Les communes insurgées acceptent le 27 mars 1793 les conditions suivantes : « tous les particuliers (...) seront désarmés dans tiers [trois] jours à la diligence de leurs conseils généraux (...) et tous les fusils seront remis et toutes autres armes offensives, aux administrateurs de leurs districts respectifs (...) ; le contingent des dites communes sera fourni dans tout délai de demain (...) ; les frais de l'emploi de la force armée et autres dépenses nécessitées par la révolte des paroisses seront réglées par une contribution dont la masse sera répartie entre les dites paroisses (...), et payée dans tiers jours après qu'elle sera connue ; (...) les principaux coupables et les chefs de l'insurrection dans chacune des trois communes seront désignés par elles aux commissaires ; (...) les cloches des dites paroisses seront descendues (...) ; les ponts abattus par les rebelles seront rétablis aux fais des paroisses insurgées (...) ; les communes (...) fourniront chacune quatre otages de choix et parmi leurs notables habitants pour sûreté de l'accomplissement des conditions ci-dessus (...) ». Le conseil municipal de Plouzévédé accepta ces conditions et désigna comme coupables Jean Le Roux, « qu'on avait vu monter à cheval pour chercher le monde » et Joseph Le Roux, « qui avait dit que "Celui qui reculerait serait brûlé " : Jean Prigent, maire, et Olivier Mesguen, juge de paix de cette commune, sont également arrêtés. Plouzévédé et Saint-Vougay dûrent payer ensemble 13 632 livres.
Jean Prigent, né le 21 mai 1765 à Lanneusfeld en Sibiril, marié le 7 novembre 1786 à Tréflaouénan avec Jeanne Le Roy, maire de Plouzévédé à partir de décembre 1792, participa le 21 mars 1793 à l'émeute du bourg de Plouescat ; il nia y avoir joué un rôle de meneur, mais le tribunal criminel de Brest le condamna à mort, attendu que « Jean Prigent est (...) convaincu d'avoir porté les armes à la tête de 1 500 révoltés qui se rendirent avec des fusils, fourches, faux et bâtons et par la suite dans le même jour au bourg de Plounévez ». Il fut guillotiné le 23 avril 1793 à Lesneven.Il est mort en pardonnant à ses bourreaux et en priant Dieu pour eux autant que pour lui, en disant : "Je meurs pour la religion car j'ai cru faire du bien en faisant ce que j'ai fait." Lesneven, où le général Canclaux avait cantonné ses troupes, était considérée, par les autorités comme peu sûre, d'où le choix d'y faire venir la guillotine pour impressionner la population.
« Il existe dans le ci-devant district de Lesneven 70 prêtres réfractaires dont 6 à Plouzévédé, autant à Cléder, Plounévez-Lochrist et Plouguerneau » écrit le 20 décembre 1797 le commandant de la colonne mobile de Lesneven.
L'église tréviale Notre-Dame de Berven fut en bonne partie saccagée pendant la Révolution : ses archives ont disparu, ainsi que son mobilier religieux (ciboires, calices, patènes, ostensoirs, etc..).
Guillaume Le Moal, né le 17 février 1769 à Plouzévédé, homme de loi, fut élu député du Finistère au Conseil des Cinq-Cents le 25 germinal an V (14 avril 1797) mais n'a pas eu d'activité politique notable.Il est décédé le 7 avril 1821 à Morlaix.

### LeXIXesiècle

#### La misère
Le journal Océan , reprenant un article de l'Écho de Morlaix, écrit le 21 avril 1847 :

« Conséquences de la misère. De nombreuses maladies, telles que dyseneries, fièvres putride, etc.. sévissent en ce moment dans plusieurs communes rurales du Léonais : une affreuse misère et la mauvaise alimentation qui en est la conséquence, en favorisent le développement et en multiplient les cas. Ainsi les communes du nord du canton de Landivisiau ont déjà enregistré plusieurs décès de ce genre : dans les communes de Plouzévédé, Guiclan, Sibiril ; à Plouénan, particulièrement, où les indigents ne se nourrissent guère que de légumes crus, la classe pauvre a été cruellement décimée. »

Le pourcentage de conscrits illettrés à Plouzévédé entre 1858 et 1867 est de 56 %.

#### Plouzévédé au milieu duXIXesiècle
Selon Armand du Châtellier la culture du lin occupait plus d'un vingtième des terres labourables dans la région de Plouzévédé vers 1835 ; il signale aussi l'importance de l'élevage des chevaux de trait et de selle. Constant Taillard écrit en 1834 que « Plouzévédé passe pour fournir les meilleurs chevaux du département ».
A. Marteville et P. Varin décrivent ainsi Plouzévédé en 1853 :

« Plouzévédé (sous l'invocation de saint Pierre) v commune formée de l'ancienne paroisse de ce nom, plus la trève Saint-Jean, qu'elle a enlevé à Tréflaouénan ; aujourd'hui cure de 2e classe ; chef-lieu de perception. (...) Principaux villages : Mescanton, Bodillio, Kerbigodou, Kernicol, Traonvit, Tinic, Saint-Tugdual, Lezvénan, Kerzu, Saint-Laurent. Manoirs de Gollen, de Kerham. Superficie totale 2 005 hectares, dont (...) terres labourables 1 450 ha, prés et pâturages 154 ha, bois 54 ha, landes et incultes 230 ha (...). Moulins : 8 (Neuf, de Kerham, de Laudra, du Barit, de Tynicol ; à eau). Cette commune est plus communément appelée par les Bas-Bretons Guizévédé ; nous ne savons pas quel saint lui a donné son nom. La route de Brest à Saint-Pol traverse cette commune de l'ouest à l'est. Plouzévédé est au sud de la route ; mais celle-ci traverse le village de Berven, remarquable par une église dont le clocher mauresque s'aperçoit au loin, et dans le cimetière de laquelle est  un calvaire en granite, représentant, sur les branches de la croix, le drame de la Passion. Constitution granitique. On parle le breton. »

#### La forte pratique religieuse et les tensions politiques

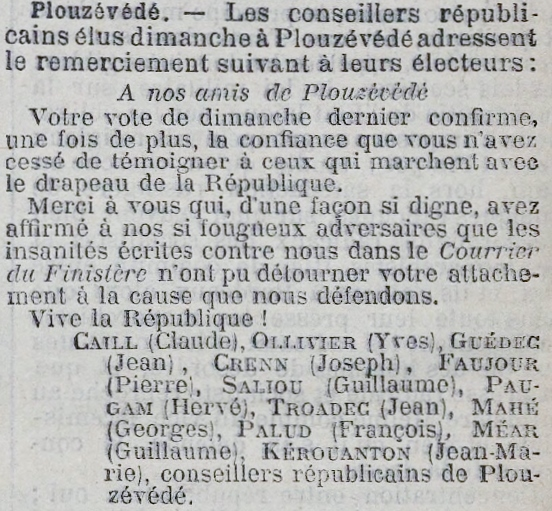
Remerciement des membres de la liste républicaine élus au conseil municipal de Plouzévédé en mai 1896 (journal La Dépêche de Brest et de l'Ouest).

Vers 1890, il y avait plus de 99 % de messalisants dans le canton de Plouzévédé, ainsi que dans le canton voisin de Lesneven.
Les rivalités étaient vives entre les Républicains et les Conservateurs monarchistes comme en témoigne par exemple un article publié dans le journal La Dépêche de Brest et de l'Ouest en 1896 à la suite de la victoire de la liste républicaine emmenée par Claude Caill aux élections municipales.
En 1896 le bourg de Plouzévédé n'avait que 178 habitants alors que la commune avait en tout 1 906 habitants ; le hameau de Berven était plus important que le bourg.

### LeXXesiècle

#### La Belle Époque
En janvier 1903 l'école des filles de Plouzévédé est laïcisée.
En 1907 la comtesse Vefa de Saint-Pierre, qui visite cette année-là le Canada, y rencontre notamment la famille de Louis Palud, originaire de Plouzévédé et installée à Saint-Claude (Manitoba) ; elle écrit : « Arrivés il y a trois ans, quatre enfants (...). A acheté 81 hectares pour 7 500 francs dont il doit encore payer 1 000 francs. A défriché quatre hectares, a 28 vaches et deux chevaux. (...) Enchanté d'être venu, a quitté la Bretagne pour gagner de l'argent ; aimerait y retourner riche si la persécution religieuse cessait ».

#### La Première Guerre mondiale
Le monument aux morts de Plouzévédé porte les noms de 88 soldats morts pour la France pendant la Première Guerre mondiale ; parmi eux, au moins 5 sont morts en Belgique ; 5 alors qu'ils étaient en captivité en Allemagne (dont François Jacq, décédé de maladie au lazaret du camp de Meschède le 16 décembre 1918, donc après l'armistice ; Yves Jaouen est mort en 1916 lors du naufrage du cuirassé Suffren torpillé par un sous-marin allemand U52 ; la plupart des autres sont morts sur le sol français ; 6 soldats (Jean Amonou, Jean Cardinal, Jean Corvé, François Corvé, Louis Corvé et Claude Herry), ont été décorés à la fois de la Médaille militaire et de la Croix de guerre.

#### L'Entre-deux-guerres
Le monument aux morts de Plouzévédé est inauguré le 21 juillet 1921 en présence de nombreuses personnalités dont l'amiral Guépratte, Georges Le Bail  et Albert Louppe, tous les trois députés.

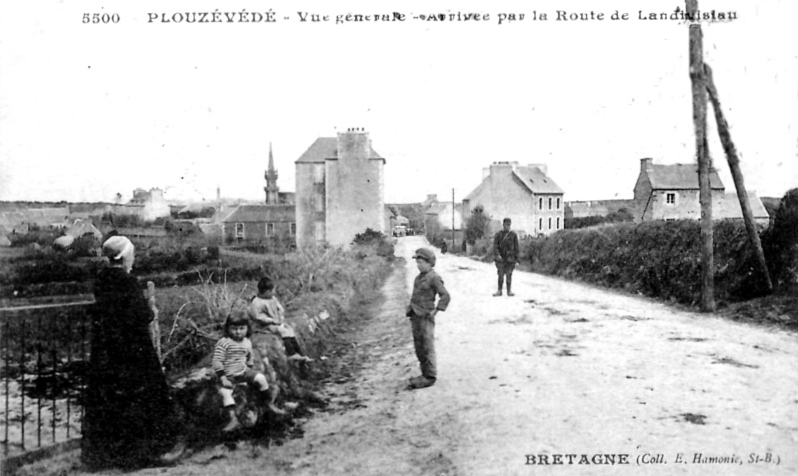
Plouzévédé ː vue générale depuis la route de Landivisiau (carte postale Émile Hamonic, vers 1925).
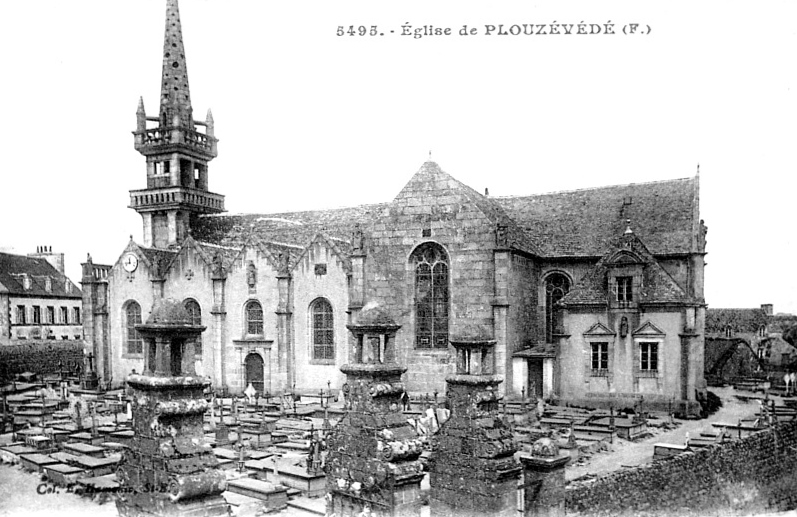
L'église paroissiale Saint-Pierre-et-Saint-Paul de Plouzévédé, entourée de son cimetière (carte postale Émile Hamonic, vers 1925).
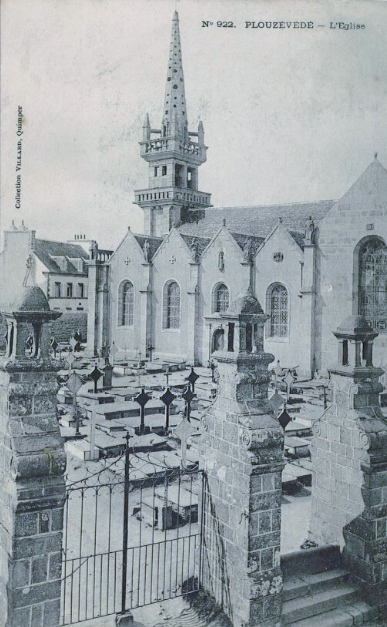
L'église paroissiale Saint-Pierre-et-Saint-Paul de Plouzévédé, entourée de son cimetière (carte postale Villard, vers 1925).
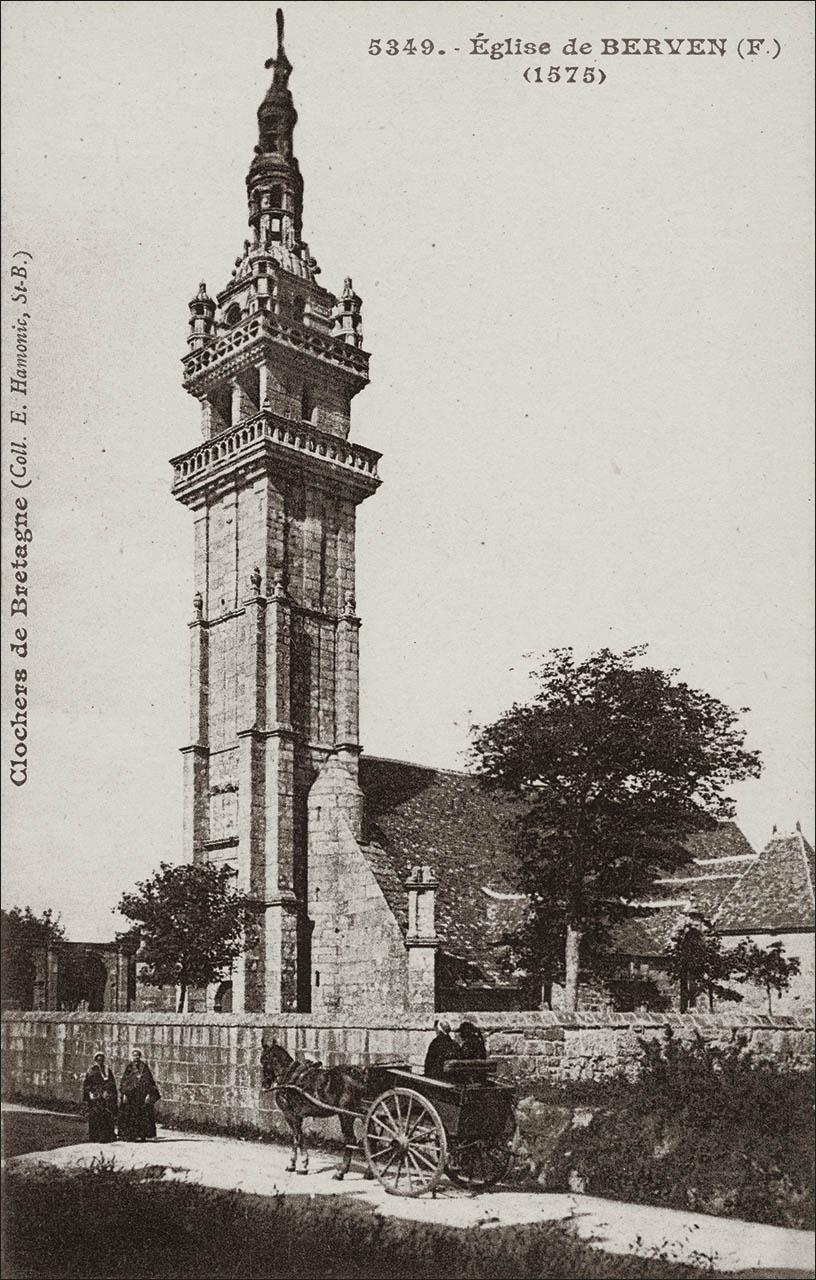
L'église de Berven vers 1925 (carte postale Émile Hamonic).

#### La Seconde Guerre mondiale
Le monument aux morts de Plouzévédé porte les noms de 11 personnes mortes pour la France pendant la Seconde Guerre mondiale ; parmi elles Yves Marie Rozec, quartier-maître, noyé lors du naufrage du paquebot Meknès le 24 juillet 1940 au large de Dieppe.
François Saliou, originaire de Plouzévédé, a été résistant pendant la Seconde Guerre mondiale.
L'histoire de Jean Cadiou, qui fut prisonnier de guerre en Silésie (Allemagne) pendant les six années de guerre, a été reconstituée par son fils Lucien Cadiou.

#### L'après Seconde Guerre mondiale
L'école publique, devenue mixte, n'a que 31 élèves en 1953 contre 78 garçons et 106 filles dans les deux écoles privées catholiques de la commune.
En 1953 le quartier de Lesvenan et Dalar Veur, situé à l'est de la commune et éloigné du bourg de Plouzévédé, mais proche de celui de Plouvorn, est annexé par Plouvorn.
Deux soldats (Jean Jaouen et Pierre Guillerm) originaires de Plouzévédé sont morts pour la France pendant la Guerre d'Indochine et un (François Pluchon) pendant la Guerre d'Algérie.
En 1968 les perceptions de Saint-Pol-de-Léon, Plouescat et Plouzévédé furent en partie détruites lors d'attentats commis par des paysans « égarés ».

### LeXXIesiècle

#### La suppression du canton de Plouzévédé
Le canton de Plouzévédé est supprimé lors de la réforme administrative de 2015 et Plouzévédé est incorporé dans le canton de Landivisiau.

#### L'aménagement de la vallée du Ham
Au début de la décennie 2020 la municipalité a lancé l'aménagement de la vallée du Ham dans le but de créer un cheminement doux, ainsi qu'un "parcours santé" long de 1,2 km, entre les deux bourgs de Berven et Plouzévédé. La traversée du bourg de Berven par la D788 a aussi été réaménagée.

## Politique et administration
Le canton de Plouzévédé regroupait les communes de Cléder, Plouvorn, Plouzévédé, Saint-Vougay, Tréflaouénan et Trézilidé, il fut supprimé en 2015 après le redécoupage.

### Liste des maires
| Période                                  | Période     | Identité                          | Étiquette   | Qualité |
| ---------------------------------------- | ----------- | --------------------------------- | ----------- | --- |
| 1792                                     | 1793        | Jean Prigent                      |             | Cultivateur. Guillotiné à Lesneven après la bataille de Kerguidu.                                                                                          |
| 1803                                     | 1804        | Le Goff                           |             | |
| 1808                                     | 1809        | Jacques-Gabriel Kervénoaël        |             | Capitaine de la compagnie de canonniers garde-côtes de Plomodiern.                                                                                         |
| 1809                                     | 1811        | Le Borgne de la Tour Keraouel     |             | Les actes d'état-civil sont effectués par Hervé Moal, adjoint au maire.                                                                                    |
| 1811                                     | 1816        | Joachim Lunven                    |             | Commissaire-priseur. |
| 1816                                     | 1828        | Jean Morvan                       |             | Cultivateur. |
| 1829                                     | 1831        | Allain Berthou                    |             | Cultivateur. |
| 1831                                     | 1831        | Paul Louis Pollard                |             | Notaire. |
| 1831                                     | 1870        | Jean-Antoine Caill                |             | Propriétaire. Cultivateur. Éleveur de chevaux. |
| 1870                                     | 1871        | Jean-Marie Caill                  |             | Fils de Jean-Antoine Caill, maire précédent. |
| 1871                                     | 1878        | Hervé Grall                       |             | Cultivateur. |
| 1878                                     | 1882        | Jean-Louis Hamon                  |             | |
| 1882                                     | 1884        | Jean-Marie Caill                  |             | Déjà maire en 1870-1871. |
| 1884                                     | 1906        | Claude Caill                      | Républicain | Propriétaire. Cultivateur. Battu aux élections législatives de 1893 par le vicomte Émile de Kermenguy.                                                     |
| 1907                                     | 1908        | Hervé Paugam                      |             | |
| 1908                                     | 1945        | Yves-Marie Caill                  | RG-URD      | Fils de Claude Caill, maire entre 1884 et 1906. Vétérinaire, président du herd-book Durham, conseiller général (1921-1940) puis départemental (1943-1945). |
| 1945                                     | 1959        | Louis Le Lez                      |             | Cultivateur. |
| 1959                                     | 1976        | Antoine Caill                     | UNR-UDR-RPR | Fils d'Yves-Marie Caill, maire entre 1908 et 1945. Médecin vétérinaire. Député (1962-1976).                                                                |
| 1976                                     | 2001        | Marguerite Audibert, épouse Caill | RPR         | Veuve d'Antoine Caill, maire précédent. Infirmière, assistante parlementaire, députée suppléante de Charles Miossec (1978-1986)                            |
| 2001                                     | 2008        | Robert Biannic                    |             | |
| 2008                                     | 26 mai 2020 | Viviane Pluchon                   | DVD         | Employée. Ne s'est pas représentée en 2020 après avoir effectué deux mandats.                                                                              |
| 26 mai 2020                              | En cours    | Jean-Philippe Duffort             |             | Militaire retraité |
| Les données manquantes sont à compléter. |             |                                   |             | |

Six membres de la famille Caill ont été maires en tout pendant 143 ans sur la période de 170 ans allant de 1831 à 2001.

### Jumelages
La ville de Plouzévédé est jumelée avec :
- Saillagouse (France)

## Patrimoine

### Monuments religieux
- Chapelle Notre-Dame-de-Berven (XVIe siècle) dans son enclos paroissial : cette ancienne église tréviale a un beffroi à deux étages couronné par un dôme, ayant servi de tour de guet et de modèle pour l'art breton[61].

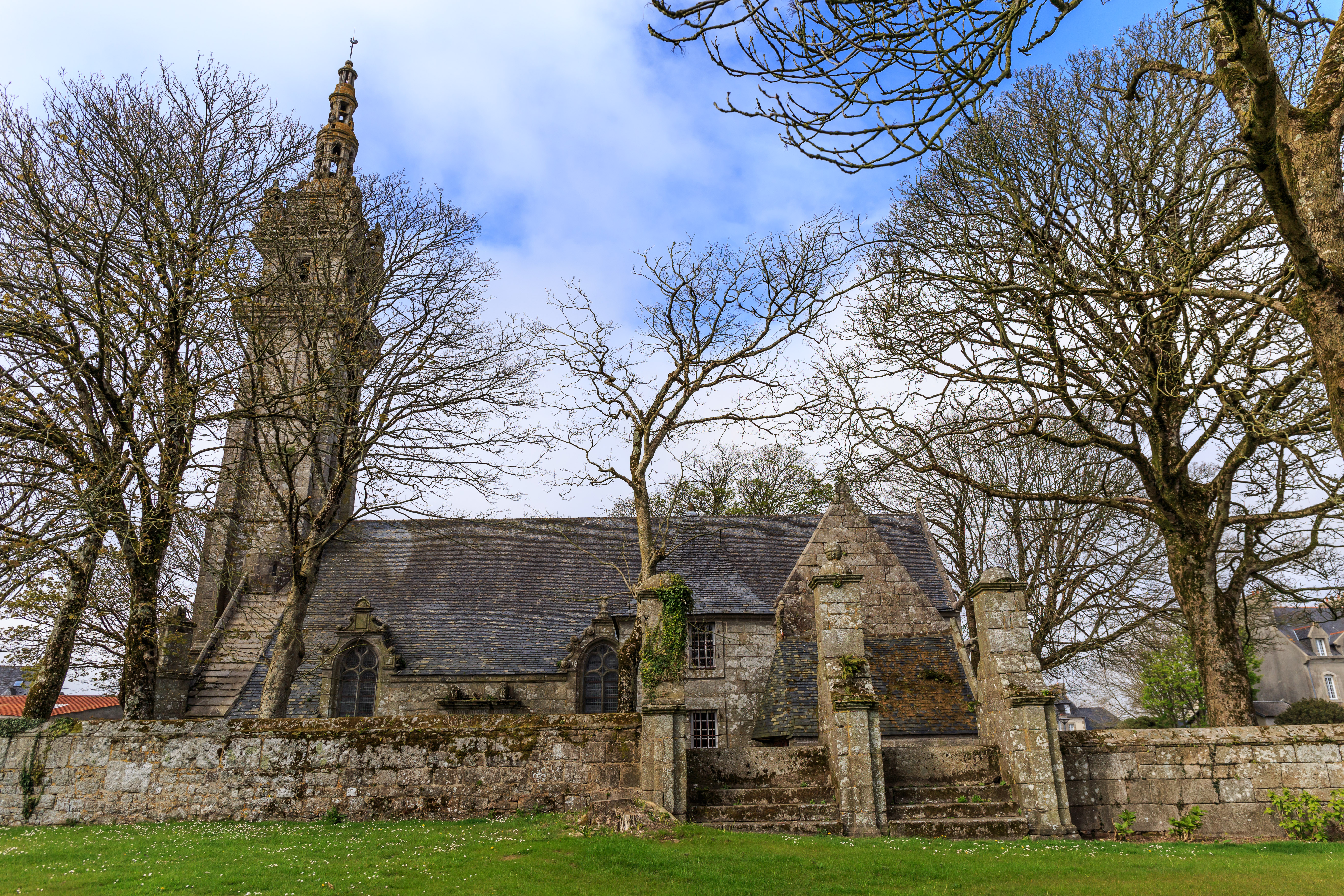
Chapelle Notre-Dame-de-Berven : vue extérieure d'ensemble.
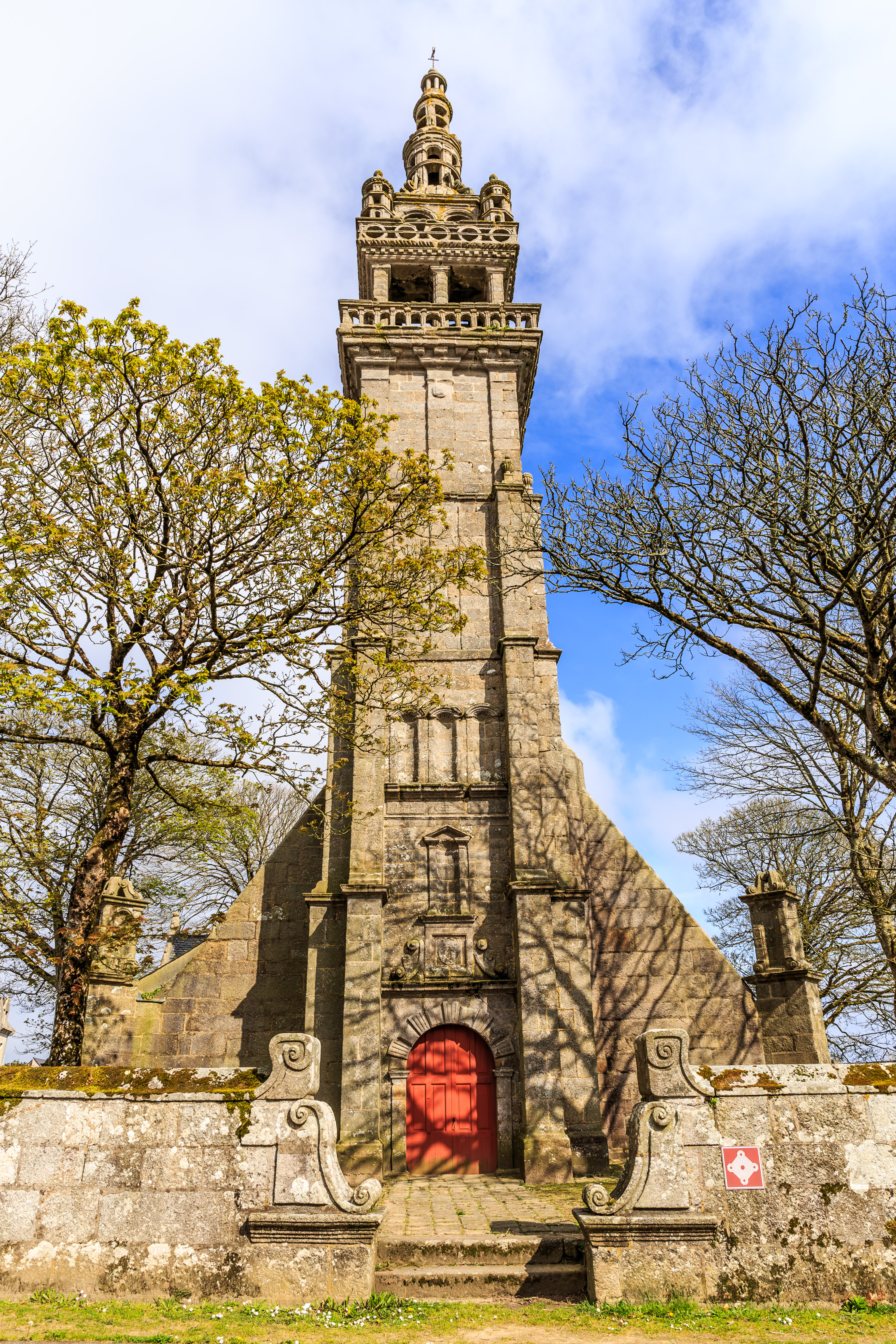
Chapelle Notre-Dame-de-Berven : façade.
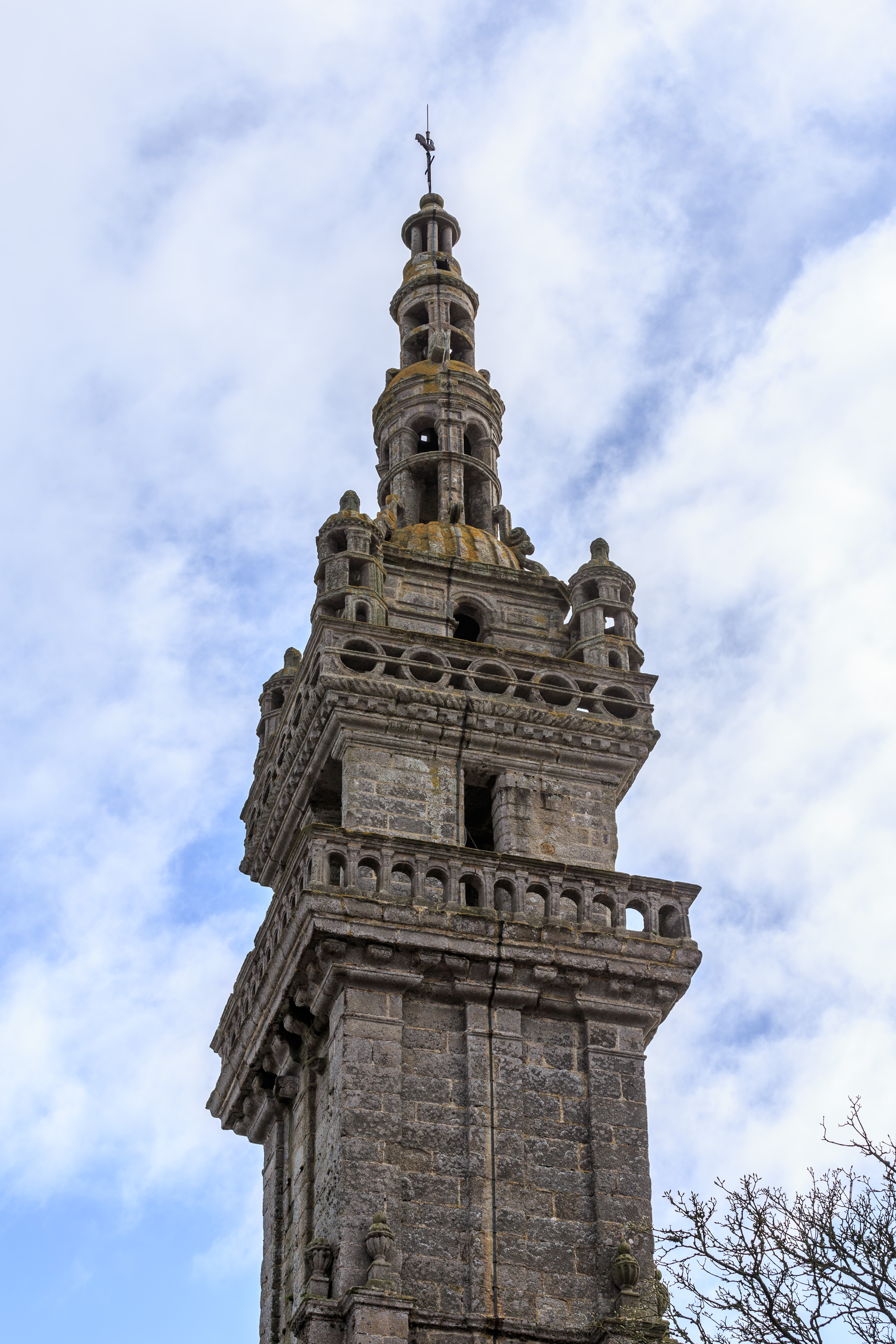
Chapelle Notre-Dame-de-Berven : le clocher à deux étages surmonté d'un dôme.
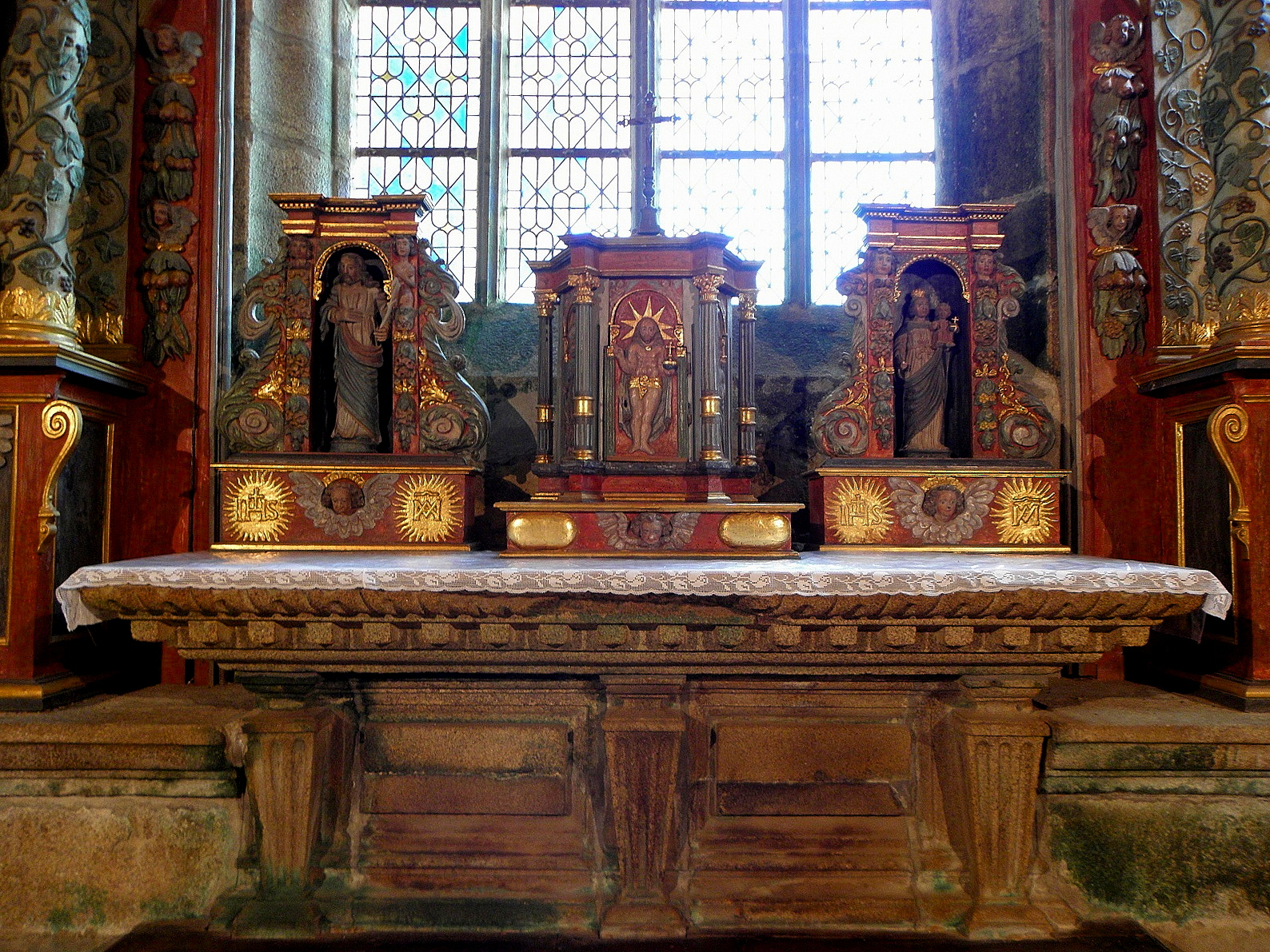
Chapelle Notre-Dame-de-Berven : le retable du maître-autel.
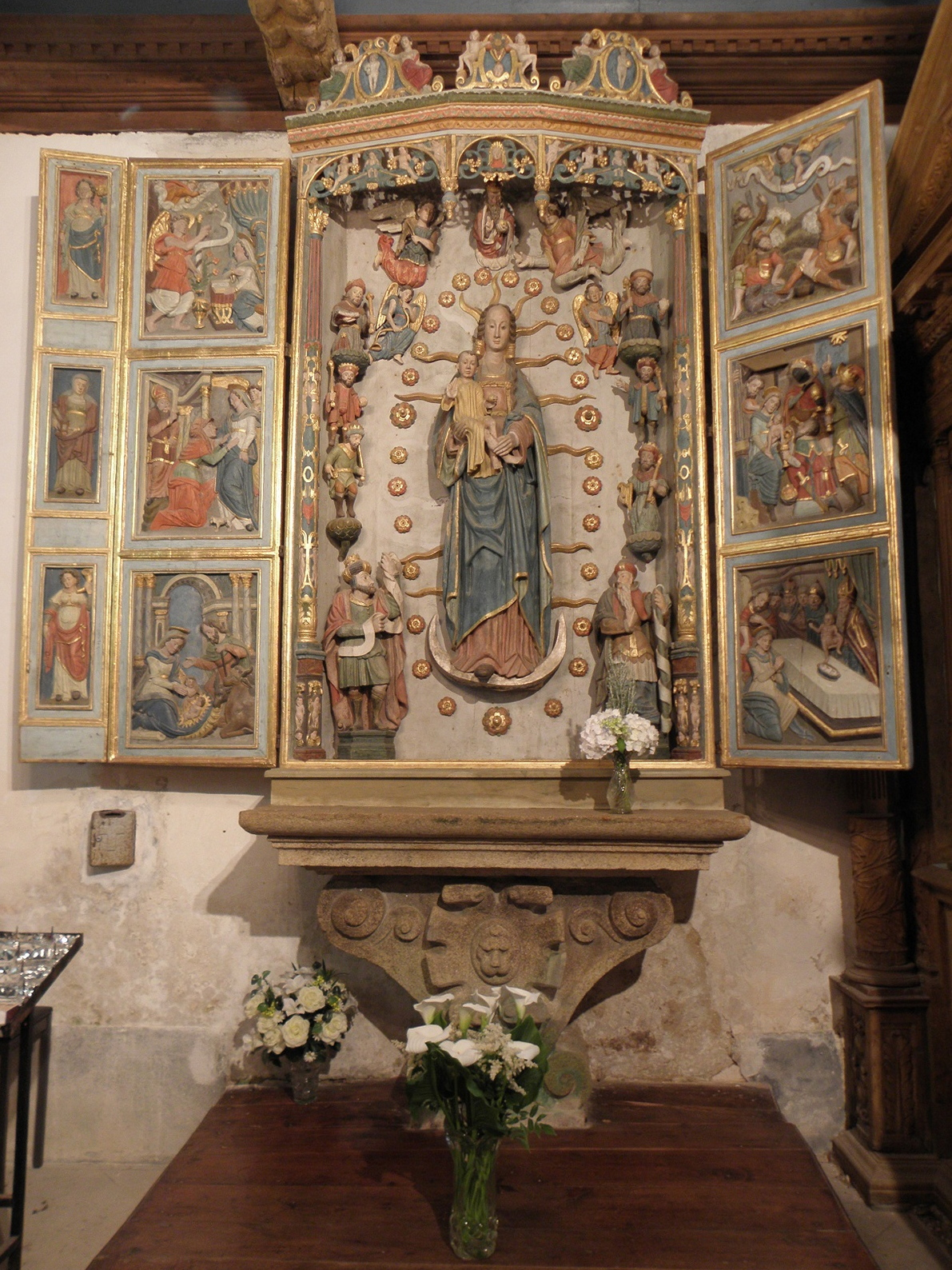
Chapelle Notre-Dame-de-Berven : le retable de l'Arbre de Jessé.
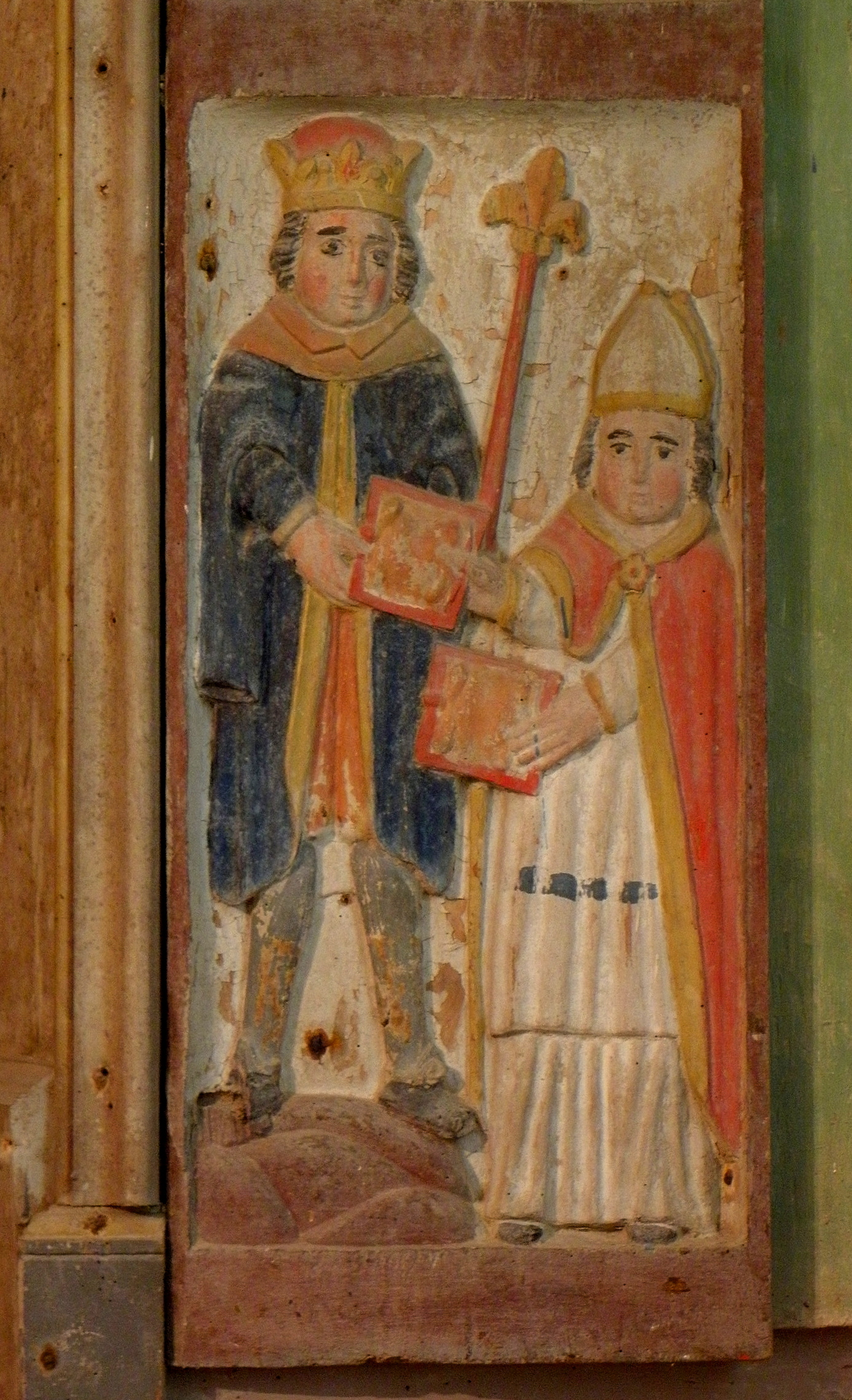
Chapelle Notre-Dame-de-Berven : le retable de saint Éloi (saint Éloi et le roi Dagobert).

La chapelle abrite une statue de Notre-Dame (elle est traditionnellement un lieu de culte marial : par exemple en 1761 25 croix de procession y affluèrent depuis les paroisses avoisinantes lors de son pardon). Les blochets de la sablière nord, la mieux conservée, représentent un ange , saint Pierre, sainte Marguerite terrassant le dragon et un personnage portant la date de 1580.
Son cimetière et enclos paroissial, comprend une clôture, quatre piliers d'entrée ainsi qu'un arc de triomphe (classés en 1909). Une fontaine de dévotion se trouve à proximité ; elle est entourée d'un muret entrecoupé d'un échalier ; une niche de son édicule abrite une statue de Vierge à l'Enfant ; datant de la fin du XVIIe siècle ou du début du XVIIIe siècle (restaurée en 1936), elle était invoquée pour faire marcher les petits enfants de bonne heure.

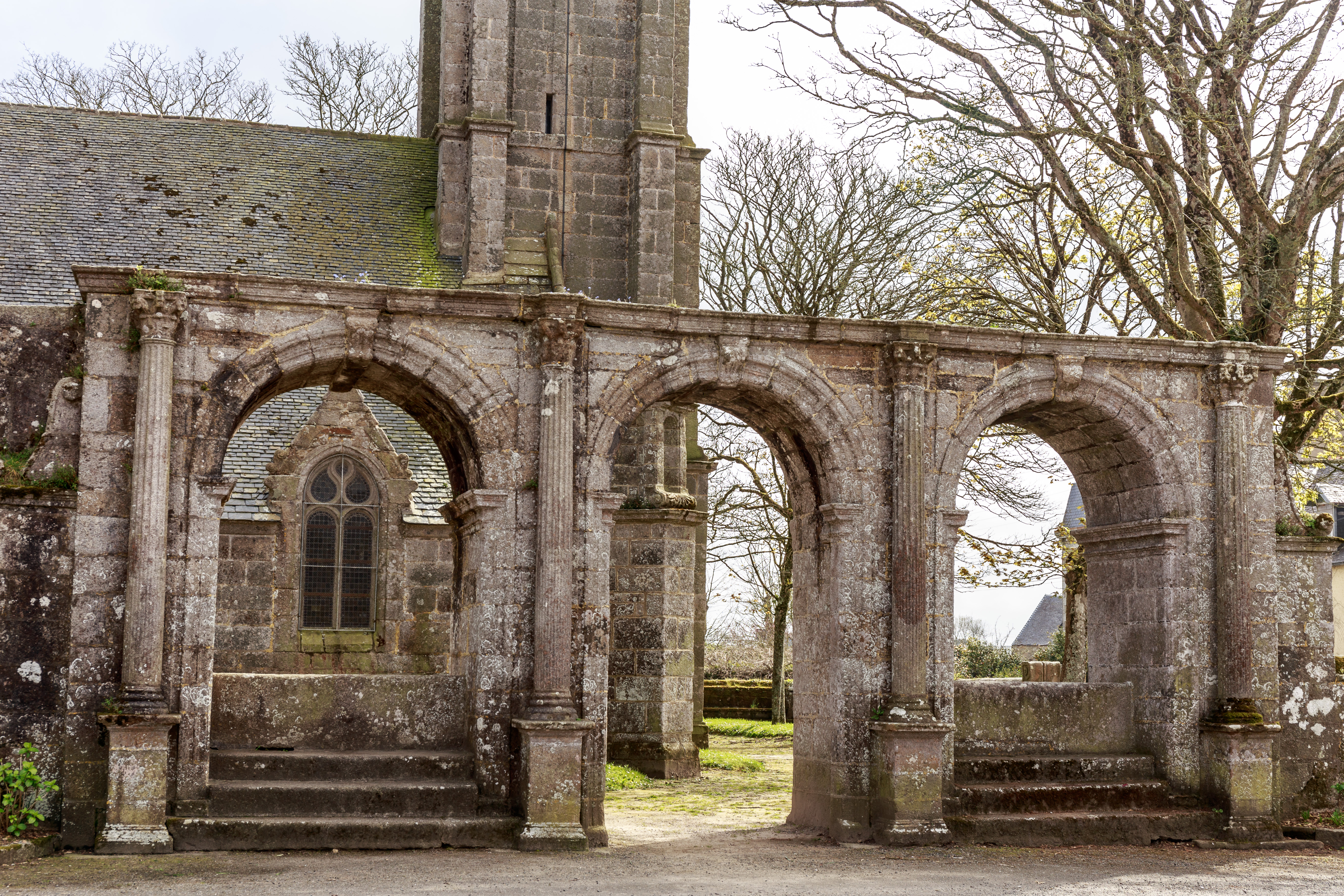
Chapelle Notre-Dame-de-Berven : la porte triomphale (1575-1580).
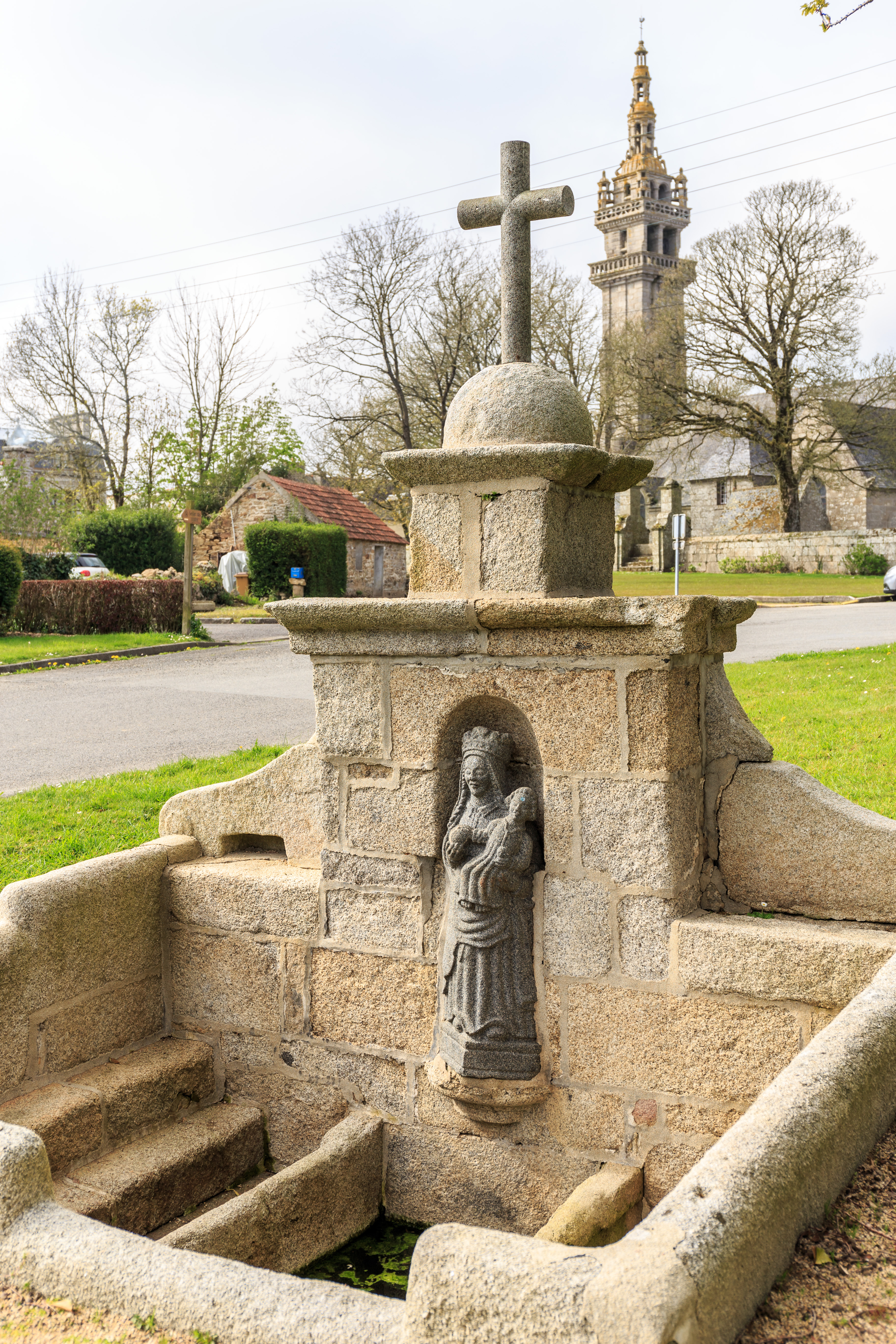
La fontaine de dévotion près de la chapelle Notre-Dame de Berven.

- Église Saint-Pierre-et-Saint-Paul :  elle comprend une nef de quatre travées avec bas-côtés, un transept peu large et un chœur à pans coupés. Elle fut construite par l'atelier de Kerjean à la suite d'une délibération des paroissiens de Plouzévédé du 21 juin 1573. De 1655 à 1672, sa tour est construite et l'ensemble est rénové en 1762 par Jean Nédélec puis en 1871 les bas-côtés sont élargis par l'architecte Rivoalan[63]. Les orgues, construites en 1866 par Jules Heyer, ont été restaurées en 2023[64].

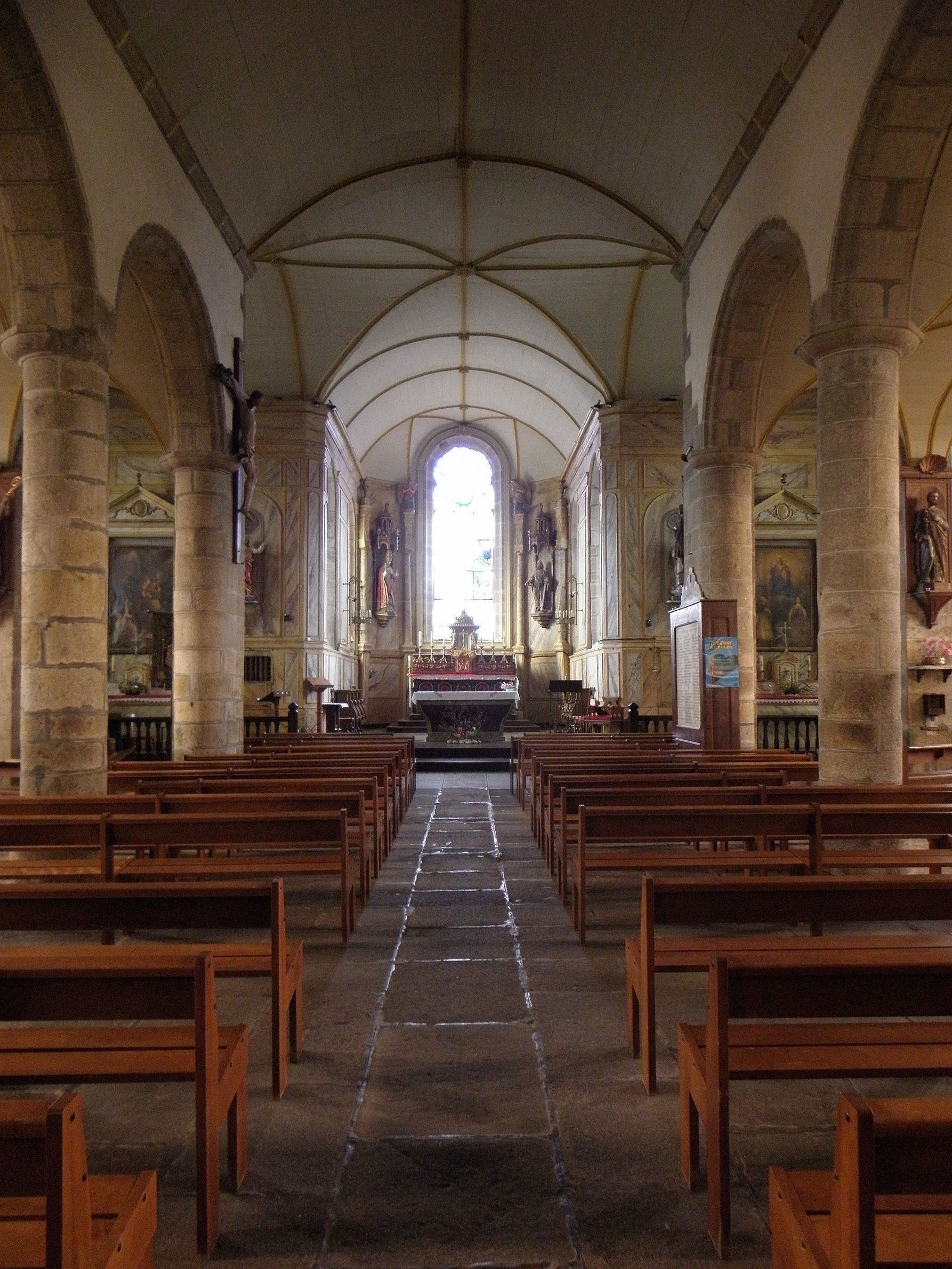
Nef de l'église Saint-Pierre.
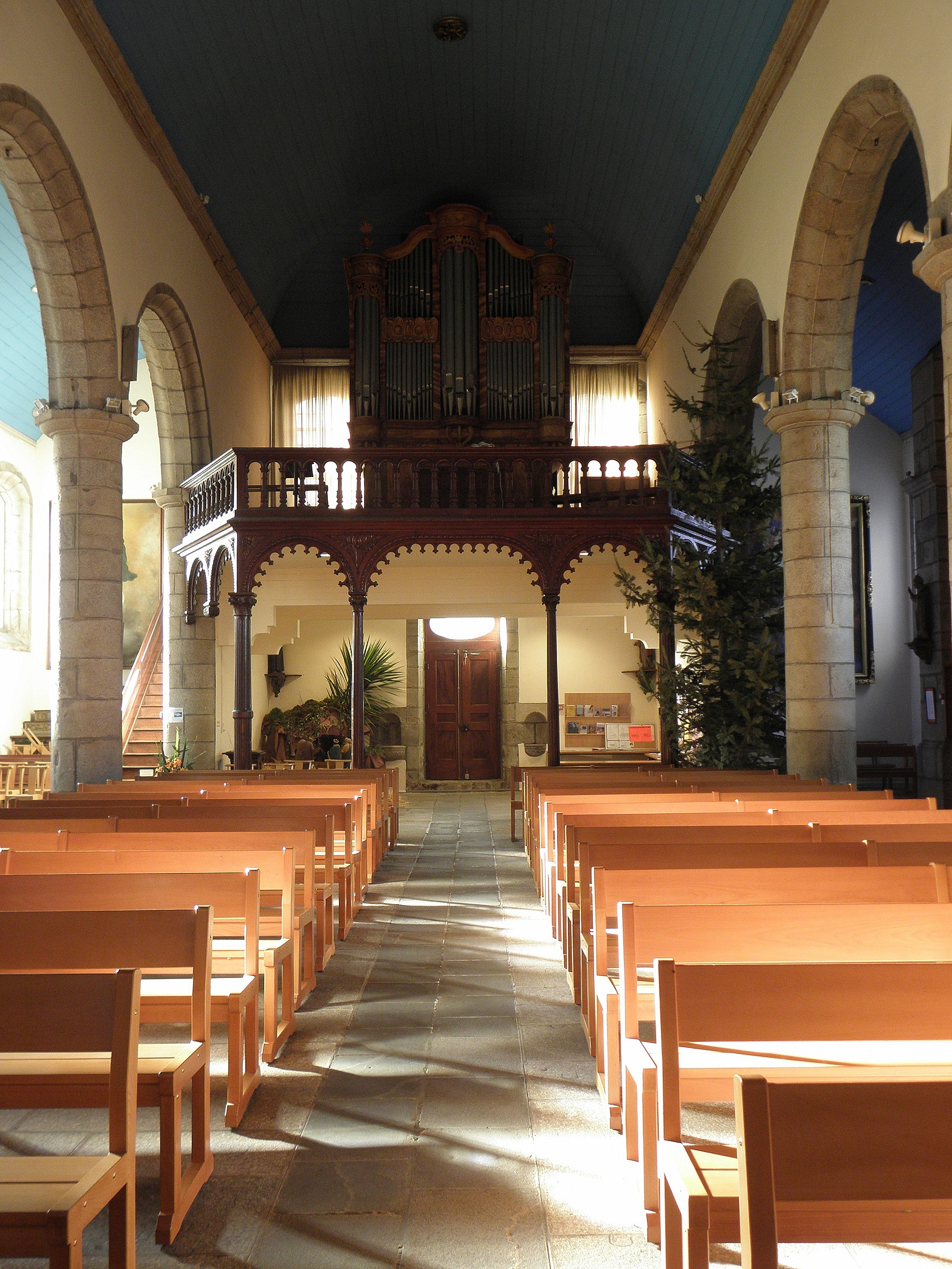
Orgue.
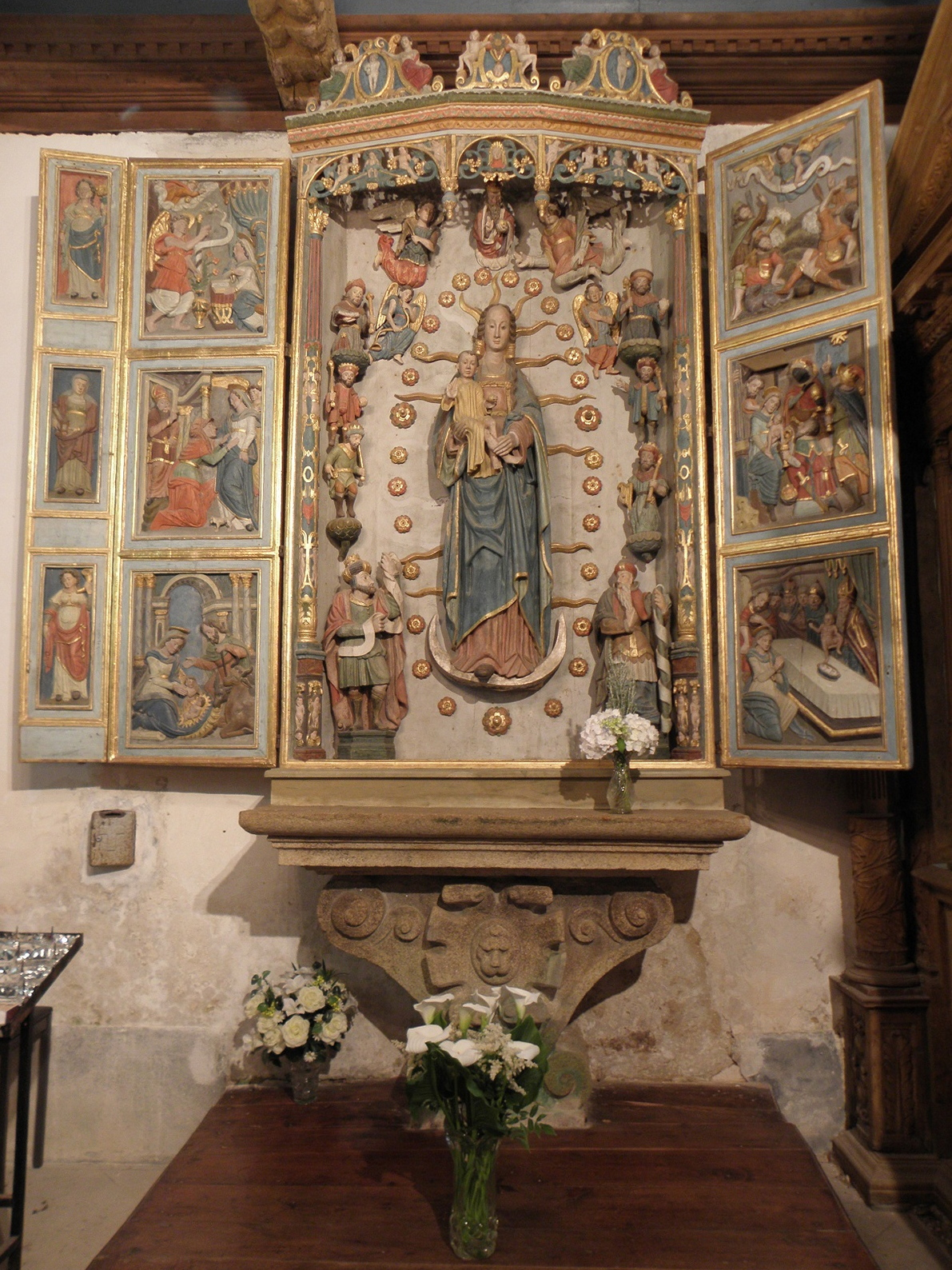
Retable.
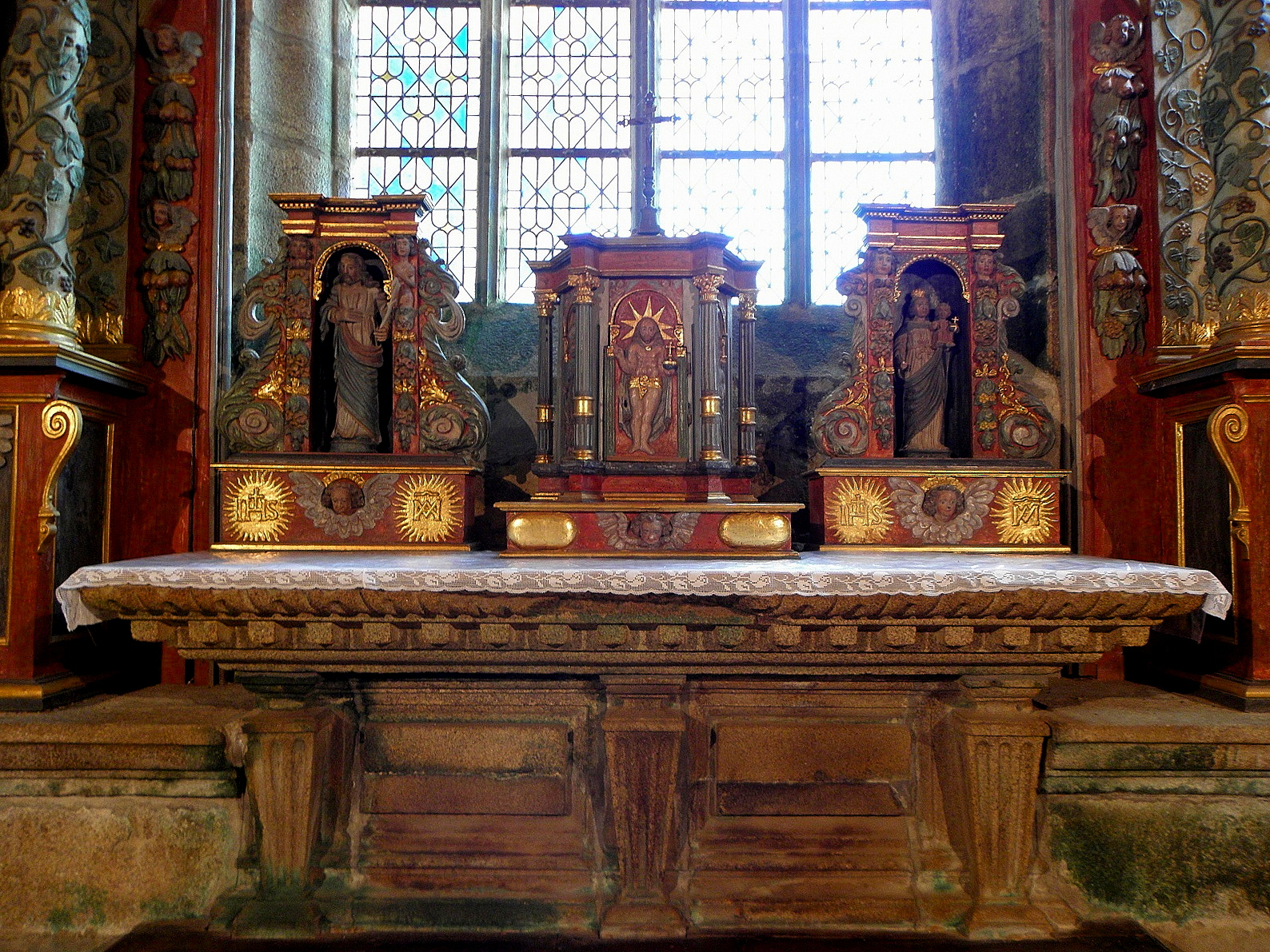
Maître-autel.

- 16 croix et calvaires sont recensés dans la commune[65], dont la stèle préchrétienne tronçonique de Bel-Air, une stèle préhistorique portant une croix du XVIe siècle ou XVIIe siècle[66].
- Le tumulus d'Ar Reunic, près du hameau de Kerjean (fouillé en 1901 et à nouveau en 1967)[19].

### Monuments civils
- Quelques vestiges du château de Coat-ar-Garz, qui était la résidence de la famille de Coëtangarz, mentionnée dans les réformations et montres du XVe siècle, subsistent à 2,6 km à l'est du bourg[67].
- Château de la Motte (Castel-ar-Vouden)
- Manoir de Kerham, demeure, au XVIIe siècle, de Christophe de Guernissac, seigneur de Kerham[68].
- Manoir de Berven[69].
- Moulin de Band et son enceinte, entouré de douves (XVIIIe siècle). Jusqu'en 1966, il produit de la farine de sarrasin, dite « blé noir »[70].
- Moulin de Gollen[71].
- Moulin de Coat-ar-Gars.
- Plusieurs fermes présentent un intérêt architectral, par exemple celles de Kerhan Aléa[72], de Bodreziou[73] et de Al Lan[74].

## Démographie
L'évolution du nombre d'habitants est connue à travers les recensements de la population effectués dans la commune depuis 1793. Pour les communes de moins de 10 000 habitants, une enquête de recensement portant sur toute la population est réalisée tous les cinq ans, les populations de référence des années intermédiaires étant quant à elles estimées par interpolation ou extrapolation. Pour la commune, le premier recensement exhaustif entrant dans le cadre du nouveau dispositif a été réalisé en 2007.
En 2022, la commune comptait 1 856 habitants, en évolution de +4,33 % par rapport à 2016 (Finistère : +2,16 %, France hors Mayotte : +2,11 %).
| 1793  | 1800  | 1806  | 1821  | 1831  | 1836  | 1841  | 1846  | 1851  |
| ----- | ----- | ----- | ----- | ----- | ----- | ----- | ----- | ----- |
| 2 654 | 1 566 | 1 661 | 1 712 | 1 896 | 2 134 | 2 110 | 2 107 | 2 010 |

| 1856  | 1861  | 1866  | 1872  | 1876  | 1881  | 1886  | 1891  | 1896  |
| ----- | ----- | ----- | ----- | ----- | ----- | ----- | ----- | ----- |
| 1 850 | 1 946 | 1 925 | 1 757 | 1 866 | 1 894 | 1 906 | 1 878 | 1 908 |

| 1901  | 1906  | 1911  | 1921  | 1926  | 1931  | 1936  | 1946  | 1954  |
| ----- | ----- | ----- | ----- | ----- | ----- | ----- | ----- | ----- |
| 1 894 | 1 925 | 2 017 | 1 910 | 1 894 | 1 881 | 1 795 | 1 717 | 1 506 |

| 1962  | 1968  | 1975  | 1982  | 1990  | 1999  | 2006  | 2007  | 2012  |
| ----- | ----- | ----- | ----- | ----- | ----- | ----- | ----- | ----- |
| 1 572 | 1 570 | 1 543 | 1 461 | 1 416 | 1 353 | 1 546 | 1 573 | 1 772 |

| 2017  | 2022  | - | - | - | - | - | - | - |
| ----- | ----- | - | - | - | - | - | - | - |
| 1 766 | 1 856 | - | - | - | - | - | - | - |

### Évolution du rang démographique
| selon la population municipale des années : | 1968 | 1975 | 1982 | 1990 | 1999 | 2006 | 2009 | 2013 |
| Rang de la commune dans le département      | 106  | 110  | 134  | 138  | 147  | 139  | 135  | 129  |
| Nombre de communes du département           | 286  | 283  | 283  | 283  | 283  | 283  | 283  | 283  |

## Événements

### Naissances
- D'après la tradition, Saint Hervé serait né au hameau de Lanrioul. Un champ porte le nom de Gueredic saint Hervé. On y montre d'ailleurs une pierre sur laquelle il a creusé l'empreinte de ses genoux à force d'y venir prier.
- Guillaume Le Moal (1769-1821), homme politique né à Plouzévédé, député du Finistère au Conseil des Cinq-Cents.